# Morse (Saskatchewan)
Morse est une ville de la Saskatchewan au Canada.

## Géographie
La localité de Morse est située dans le sud de la province de Saskatchewan, sur la route transcanadienne.

## Démographie
| 2011 | 2016 | 2021 |
| ---- | ---- | ---- |
| 240  | 242  | 216  |